# Xinzhou Wutaishan Airport
Xinzhou Wutaishan Airport är en flygplats i Kina. Den ligger i häradet Dingxiang Xian, prefekturen Xinzhou Shi och provinsen Shanxi, i den norra delen av landet, omkring 88 kilometer nordost om provinshuvudstaden Taiyuan.
Runt Xinzhou Wutaishan Airport är det ganska tätbefolkat, med 248 invånare per kvadratkilometer. Trakten runt Xinzhou Wutaishan Airport består till största delen av jordbruksmark.
Genomsnittlig årsnederbörd är 693 millimeter. Den regnigaste månaden är juli, med i genomsnitt 183 mm nederbörd, och den torraste är januari, med 4 mm nederbörd.